# 이중
이중(李中, 1936년 2월 21일 ~ )은 제10대 숭실대학교 총장이다. 
1936년 경상남도 마산시 오동동에서 태어났다. 1954년 마산고등학교를 졸업하고 1958년 숭실대학교 영문과를 졸업하였다. 1959년 월간 《현대문학》을 통해 시인으로 등단하였고, 1960년 월간 《현대문학》에 《유혹(誘惑)》, 《기구(氣球)》, 《후반(後半)》 등이 추천되었다. 그는 2002년 3월부터 2005년 3월까지 숭실대학교 총장을 지냈고, 이후 연변과학기술대학 교수와 부총장을 지내기도 했다.
| 전임 어윤배 | 제10대 숭실대학교 총장 2002년 3월 ~ 2005년 3월 2일 | 후임 이효계 |